# Vilorog
Vilorog (znanstveno ime Antilocapra americana), tudi antilopska koza ali ameriška antilopa, je gamsu podoben sodoprsti kopitar iz osrednjega in tudi zahodnega dela Severne Amerike. Gre za endemično ameriško vrsto in hkrati edino vrsto iz družine vilorogov.

## Etimologija
Čeprav se vrsta v angleščini in posledično tudi drugih jezikih pogovorno pogosto označuje kot antilopa, pa gre le za sorodnika iz istega reda, zato je izraz antilopa v strokovnem smislu zavajajoč. V slovanskih jezikih se vrsta imenuje po značilnih razcepljenih rogovih, ki spominjajo na vile oz. razsoho za sušenje sena (češko vidloroh americký, hrvaško viloroga, vitoroga ali rašljoroga antilopa, poljsko widłoróg, rusko vilorog, srbsko račvoroga antilopa, ukrajinsko vilorig).